# Goudbrauwzanger
De goudbrauwzanger (Basileuterus belli) is een zangvogel uit de familie Parulidae (Amerikaanse zangers).

## Verspreiding en leefgebied
Deze soort telt 5 ondersoorten:
- B. b. bateli: westelijk Mexico.
- B. b. belli: oostelijk Mexico.
- B. b. clarus: zuidwestelijk Mexico.
- B. b. scitulus: van zuidoostelijk Mexico tot westelijk Honduras en noordwestelijk El Salvador.
- B. b. subobscurus: centraal Honduras.